# پلاک وسایل نقلیه در فرانسه
پلاک وسایل نقلیه در فرانسه الزامی است. آنها از سال ۱۹۰۱ در وجود داشته‌اند. پلاک برای اکثر وسایل نقلیه موتوری که در جاده‌های عمومی تردد دارند اجباری است.

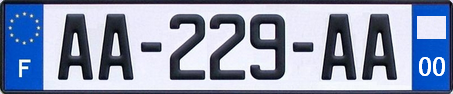
پلاک وسایل نقلیه فرانسه بعد از سال ۲۰۰۹

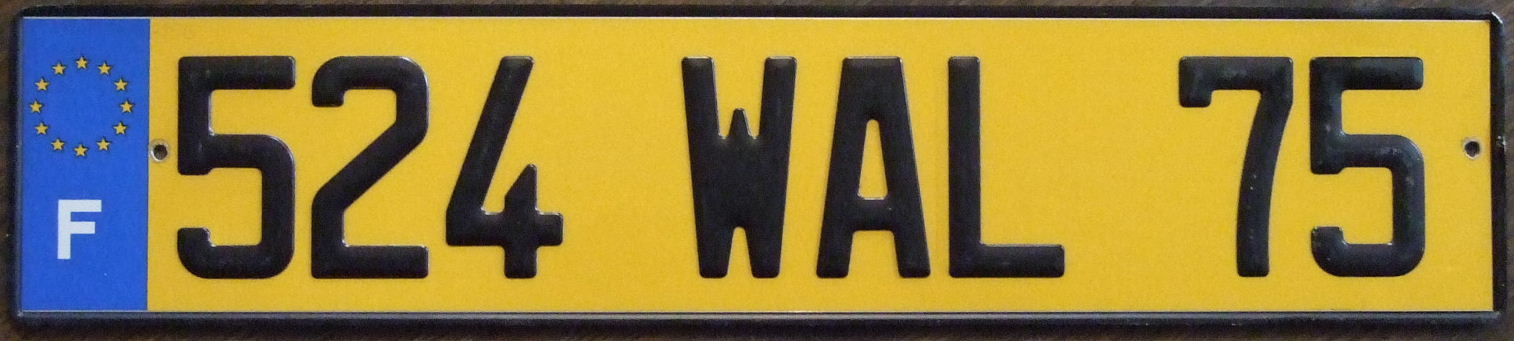
پلاک وسایل نقلیه فرانسه قبل از سال ۲۰۰۹

از سال ۱۹۰۱، سیستم‌های مختلفی به‌طور پی در پی معرفی شده‌اند که جدیدترین آنها مربوط به سال ۲۰۰۹ است. پلاک‌های ثبت شده که از سال ۲۰۰۹ صادر شده‌اند، از قالب XX-NNN-ZZ استفاده می‌کنند که متشکل از یک سری ۷ حرف الفبایی است: ۲ حرف، ۳ عدد و سپس ۲ حروف (به عنوان مثال AB 111 FD). این قالب در سطح کشور کنترل می‌شود و پلاک‌های خودرو دائمی هستند و از اولین ثبت نام تا زمان اوراق آن به یک وسیله نقلیه متصل می‌شوند. به همین ترتیب، در صورت فروش اتومبیل یا انتقال مالک به منطقه دیگری در فرانسه، نیازی به تعویض پلاک‌های خودرو نیست.

## پلاک‌ها قبل از سال ۲۰۰۹
در آغاز، صفحات سیاه و با شخصیت‌های سفید یا نقره ای بودند. پلاک‌های انعکاسی در سال ۱۹۶۳ معرفی شدند اما فقط در سال ۱۹۹۳ در اتومبیل‌های جدید اجباری شدند. پلاک‌های جدید باید در جلو سفید و از عقب زرد بودند که در سال ۲۰۰۷ که پلاک‌های عقب سفید نیز مجاز شدند.

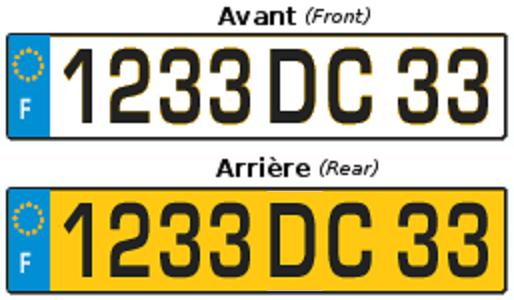
پلاک فرانسه با سیستم FNI قبل از سال ۲۰۰۹

قبل از معرفی قالب فعلی در سال ۲۰۰۹، اتومبیل‌های فرانسوی تحت سیستم FNI ثبت شدند (فرانسوی: Fichier National des Immatriculations , "National National Register Car Record"). قالب FNI در سال ۱۹۵۰ به تصویب رسید و به دلیل عمر طولانی چندین بار اصلاح شد.
در دهه ۲۰۰۰، مناطق کم جمعیت دیگری مانند شهر اروپ با پلاک شماره (۲۷) هنوز فقط دو حرف در صفحه خودرو خود داشتند، در حالی که در دیگر مناطق مانند پاریس با شماره پلاک (۷۵) به ترکیب ZZZ نزدیک می‌شدند.
قالب FNI مانند سیستم SIV تقویمی بود. همچنین منطقه ای بود، به این معنی که به‌طور مستقل در هر بخش تقسیم می‌شود. صفحات ثبت شامل ۴ تا ۸ حرف عددی است که بر اساس فاصله‌ها به سه قسمت تقسیم می‌شوند. اولین مکان را می‌توان در پلاک‌های ثبت شده صادر شده پس از سال ۱۹۹۶ حذف کرد.
قسمت اول: یک تا چهار عدد.
قسمت دوم: یک تا سه حرف؛
قسمت سوم: کد مناطق.
شماره گذاری به شرح زیر بود: اعداد ابتدا تکامل می‌یابند، از ۱ شروع می‌شوند، تا زمانی که به ۹۹۹ می‌رسند. سپس حروف تکامل می‌یابند. اولین اتومبیل ثبت شده در پاریس دارای پلاک اتومبیل 1 A ۷۵ و اتومبیل دوم 2 A ۷۵ بود. به محض رسیدن 999 A ۷۵، اتومبیل زیر با شماره 1 B ۷۵ ثبت شد.
همچنین پلاک در شهر پاریس چندین بار عدد ۹۹۹ را تمام کرد و وارد آخرین حرف باقیمانده یعنی Z شد. در سال ۲۰۰۹ آخرین پلاک ثبت شده، به شماره ZZZ 75 رسیده بود.
گاهشماری زیر سیستم شماره گذاری را خلاصه می‌کند. بیشتر مناطق برای رسیدن به ترکیبات بیشتر، ترجیح می‌دهند پس از رسیدن حروف به QA، چهار عدد در صفحه خود داشته باشند. "۰۰" در انتها مخفف کد جغرافیایی است.
1 A ۰۰ تا 999 Z ۰۰؛
1 AA ۰۰ تا 999 PZ ۰۰؛
1 QA ۰۰ تا 9999 ZZ ۰۰؛
1 AAA 00 تا 999 ZZZ 00.
خریداری خودروهای قبل از سال ۲۰۰۹ هنوز هم می‌تواند پلاک‌های قدیمی که از سال ۱۹۵۰ تا ۲۰۰۹ نصب شده‌است، استفاده کنند. کد بین‌المللی پلاک‌های فرانسه "F" (فرانسه) است.

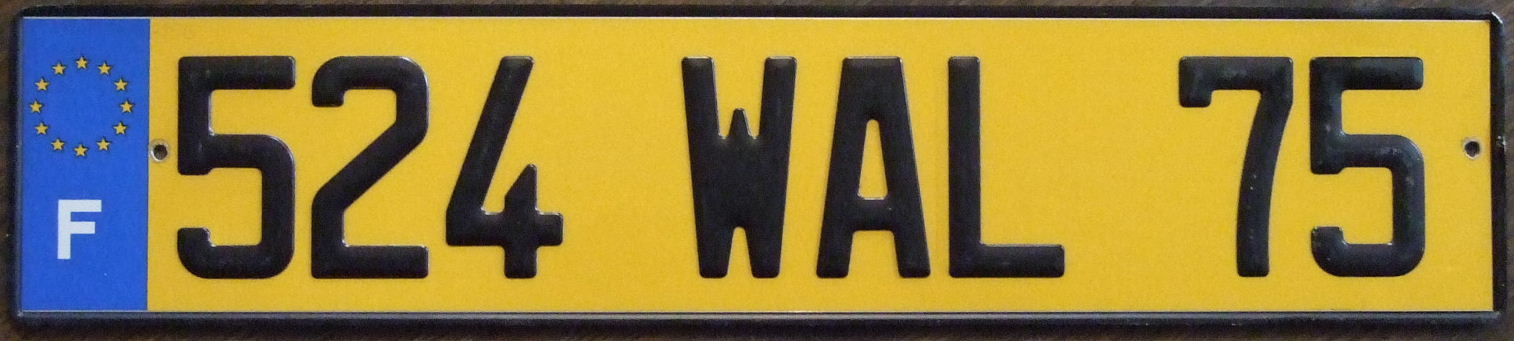
پلاک عقب خودروهای فرانسه تا سال ۲۰۰۹

خدمات عمومی دولت، مانند پلیس ملی فرانسه، دارای پلاک‌های ویژه ای هستند: شماره‌ها برای نشان دادن اینکه در چه منطقه ای وسیله نقلیه پلیس مجاز به سفر است (D برای بخش، R برای منطقه، N برای سرزمین ملی، E برای اتحادیه اروپا)؛ یک خط تیره؛ چهار عدد از ۱۰۰۱ تا ۹۹۹۹؛ و یک نوار دارای آرم و کد منطقه

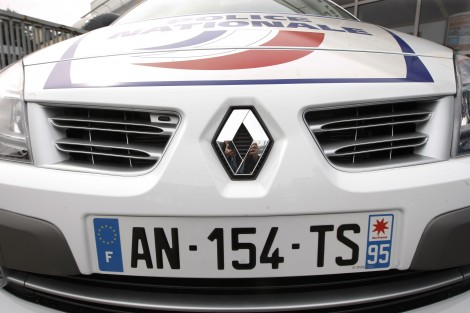
پلاک خودروی پلیس فرانسه از سال ۱۹۵۰ تاکنون

## پلاک‌ها بعد از سال ۲۰۰۹
سیستم جدید پلاک SIV (از سال ۲۰۰۹)برای سهولت در ثبت نام وسایل نقلیه و اجرای قانون در جاده‌ها به تصویب رسیده‌است زیرا کاملاً توسط رایانه کنترل و در سراسر کشور کنترل می‌شود. پایگاه داده SIV به راحتی می‌تواند با سایر پرونده‌های رایانه ای ترکیب شود. همچنین SIV برای جایگزینی قالب ۱۹۵۰ که ترکیب شخصیت‌های آن در حال اتمام بود، جایگزین شد. اما طرح SIV در سال ۲۰۰۴ برای موتورسیکلت‌هایی با حجم موتور زیر ۵۰ سی سی آغاز شده بود. با این حال، این وسایل نقلیه دارای پلاک با شخصیت کمتر مانند AA-11-A هستند. موتورسیکلت‌ها و موتور سیکلت‌ها باید فقط پلاک عقب را نصب کنند. پلاک‌های موتور سیکلت دارای رنگ و طرح کلی همانند پلاک‌های معمول خودروها هستند.

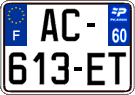
پلاک موتور سیکلت ها در فرانسه از سال ۲۰۰۴ تاکنون

به دلیل بحران اقتصادی ۲۰۰۸، معرفی پلاک‌های جدید از ۱ ژانویه ۲۰۰۹ به ۱۵ آوریل ۲۰۰۹ برای همه خودروهای جدید موکول شد. این پلاک جدید به دلیل اشکالات رایانه ای در سیستم SIV دوباره برای همه وسایل نقلیه به ۱۵ اکتبر ۲۰۰۹ موکول شد.
پلاک‌های ثبت نامی که پس از سال ۲۰۰۹ صادر شده‌اند باید مطابق با دستور ۹ فوریه ۲۰۰۹ استفاده شوند. آنها باید از مواد منعکس کننده بازتاب، در قسمت جلو و عقب به رنگ سفید و با کاراکترهای غیر بازتابنده سیاه ساخته شوند. کاراکترها ممکن است در یک یا دو خط نمایش داده شوند. پلاک اندازه استاندارد ۵۲۰ میلی‌متر × ۱۱۰ میلی‌متر (۲۰٫۵ در × ۴٫۳ اینچ) یا ۵۲۰ میلی‌متر × ۱۲۰ میلی‌متر (۲۰٫۵ در × ۴٫۷ اینچ) است. در سمت چپ صفحه باید یک نوار آبی رنگ با حرف F برای فرانسه در زیر ستاره‌های پرچم اتحادیه اروپا وجود داشته باشد. برای نمایش منطقه باید یک نوار آبی مشابه در سمت راست وجود داشته باشد که کد و نماد منطقه ای را داشته باشد.
در بعضی موارد، رنگها ممکن است متفاوت باشد. وسایل نقلیه ثبت شده به عنوان اتومبیل‌های کلاسیک می‌توانند پلاک‌های سیاه با شخصیت‌های نقره ای یا سفید و بدون نوارهای آبی در طرفین داشته باشند.

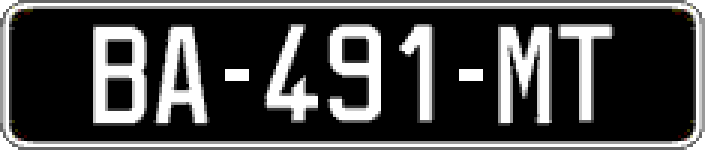
پلاک مشکی برای خودروهای کلاسیک فرانسه

وسایل نقلیه عبوری در خاک فرانسه باید دارای یک صفحه قرمز با حروف سفید باشند. نوار سمت راست به جای کد منطقه ای، تاریخ انقضا صفحه را نشان می‌دهد. وسایل نقلیه خریداری شده در مناطق آزاد تجاری همچنین پلاک‌های قرمز دارند، اما با کد منطقه ای است.

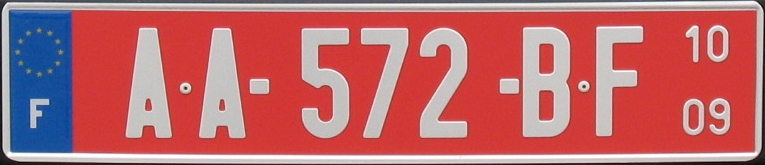
پلاک گذر موقت فرانسه از سال ۲۰۰۹ که سمت راست آن به جای نوار آبی مناطق، روی آن تاریخ اتمام گذر موقت نوشته شده است

تحت سیستم SIV، پلاک‌های ثبت نام شامل هفت حرف الفبایی است: دو حرف، یک خط تیره، سه عدد، یک خط تیره و دو حرف، مانند AA-229-AA و هیچ سری مانند AI-111-AA , AO-111-AA و AU-111-AA، این سیستم در سراسر کشور و به ترتیب زمانی است. اولین اتومبیل ثبت شده در فرانسه تحت SIV پلاک ثبت AA-001-AA دریافت کرد، اتومبیل دوم AA-002-AA، سومین AA-003-AA. با رسیدن ZZ-999-ZZ، این سیستم تمام می‌شود که قرار است پس از ۸۰ سال استفاده رخ دهد.
سیستم شماره گذاری به شرح زیر است:
AA-001-AA به AA-999-AA (اعداد ابتدا تکامل می‌یابند)؛
AA-001-AB به AA-999-AZ (سپس آخرین حرف در سمت راست)؛
AA-001-BA به AA-999-ZZ (سپس اولین حرف در سمت راست)؛
AB-001-AA به AZ-999-ZZ (سپس آخرین حرف در سمت چپ).
BA-001-AA به ZZ-999-ZZ (سپس اولین حرف در سمت چپ).
در پلاک‌های جدید فرانسه از سه حرف استفاده نمی‌شود: I , O و U، زیرا می‌توان آنها را به ترتیب با ۰، ۱ و V اشتباه گرفت.
همچنین ترکیب پلاک با حروف SS را نیز کنار گذاشتند زیرا یادآور سازمان نازی است.
پلاک‌ها با حروف WW نیز نشان دهنده پلاک‌های موقتی است.
سیستم SIV پلاک‌های خاصی را برای دولت، ارتش، پلیس یا هر سازمانی که تحت سیستم قبلی چنین پلاک‌هایی داشته باشد، ارائه نمی‌دهد. وسایل نقلیه آنها پلاک ثبت منظم را نشان می‌دهد. تنها استثنا مربوط به پلاک‌های موقت است که با WW شروع می‌شوند و اتومبیل‌های نمایشی در فروشندگان اتومبیل که پلاک آنها با W شروع می‌شود.
همان‌طور که در سطح کشور وجود دارد، سیستم SIV از کدهای جغرافیایی مانند سیستم قبلی استفاده نمی‌کند. در ابتدا، برنامه‌ریزی نشده بود که کدهای مناطق در پلاک‌های جدید نمایش داده شوند. به همین دلیل، قالب جدید با مخالفت شدیدی روبرو شد. نمایندگان پارلمان از اکثریت و مخالفان در شورای ملی لابی کردند تا آنچه را بخشی از هویت ملی می‌دانند، حفظ کنند. در سال ۲۰۰۸، چند ماه قبل از اجرای سیستم SIV، وزیر کشور به پیوستگی مردم فرانسه به بخشهای خود اعتراف کرد و تصمیم گرفت یک نوار آبی رنگ در سمت راست برای نمایش کدهای جغرافیایی اضافه کند.
صاحبان خودرو می‌توانند کدی را انتخاب کند که برای مناطق دیگر است، بدون توجه به جایی که آنجا زندگی می‌کنند. کد باید همراه با نماد منطقه مربوطه نمایش داده شود.

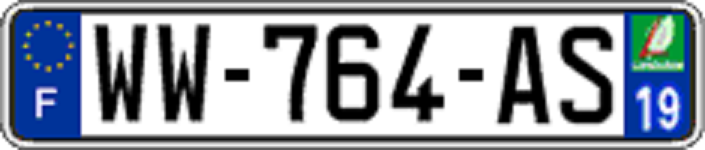
پلاک کنونی فرانسه با نوار منطقه ای شهر کروزه

اندکی قبل از معرفی سیستم، از مناطق فرانسه پرسیده شد که کدام نماد را می‌خواهند که آنها را در پلاک‌های خودروهایشان نشان دهند. اکثریت قریب به اتفاق نشان‌های خود را انتخاب کردند.